# Гюрюнюэль
Гюрюнюэ́ль (фр. Gurunhuel, брет. Gurunuhel) — коммуна во Франции, находится в регионе Бретань. Департамент — Кот-д’Армор. Входит в состав кантона Каллак. Округ коммуны — Генган.
Код INSEE коммуны — 22072.

## География
Коммуна расположена приблизительно в 420 км к западу от Парижа, в 130 км западнее Ренна, в 40 км к западу от Сен-Бриё.

## Население
Население коммуны на 2016 год составляло 433 человека.
| 1962 | 1968 | 1975 | 1982 | 1990 | 1999 | 2008 | 2016 |
| ---- | ---- | ---- | ---- | ---- | ---- | ---- | ---- |
| 683  | 591  | 508  | 440  | 404  | 383  | 399  | 433  |

## Администрация
| Период | Период | Фамилия      | Партия                              | Примечания |
| ------ | ------ | ------------ | ----------------------------------- | ---------- |
| 2001   | 2008   | Дени Лашивер | Французская коммунистическая партия |            |
| 2008   |        | Поль Роллан  | Разные правые                       |            |

## Экономика
В 2007 году среди 243 человек в трудоспособном возрасте (15—64 лет) 178 были экономически активными, 65 — неактивными (показатель активности — 73,3 %, в 1999 году было 71,7 %). Из 178 активных работали 168 человек (91 мужчина и 77 женщин), безработных было 10 (4 мужчины и 6 женщин). Среди 65 неактивных 20 человек были учениками или студентами, 25 — пенсионерами, 20 были неактивными по другим причинам.

## Достопримечательности
- Кладбищенская церковь Нотр-Дам и распятие (XVI век). Исторический памятник с 1926 года[3]
- Часовня Сен-Фьякр (XVI век). Исторический памятник с 1964 года[4]

## Фотогалерея

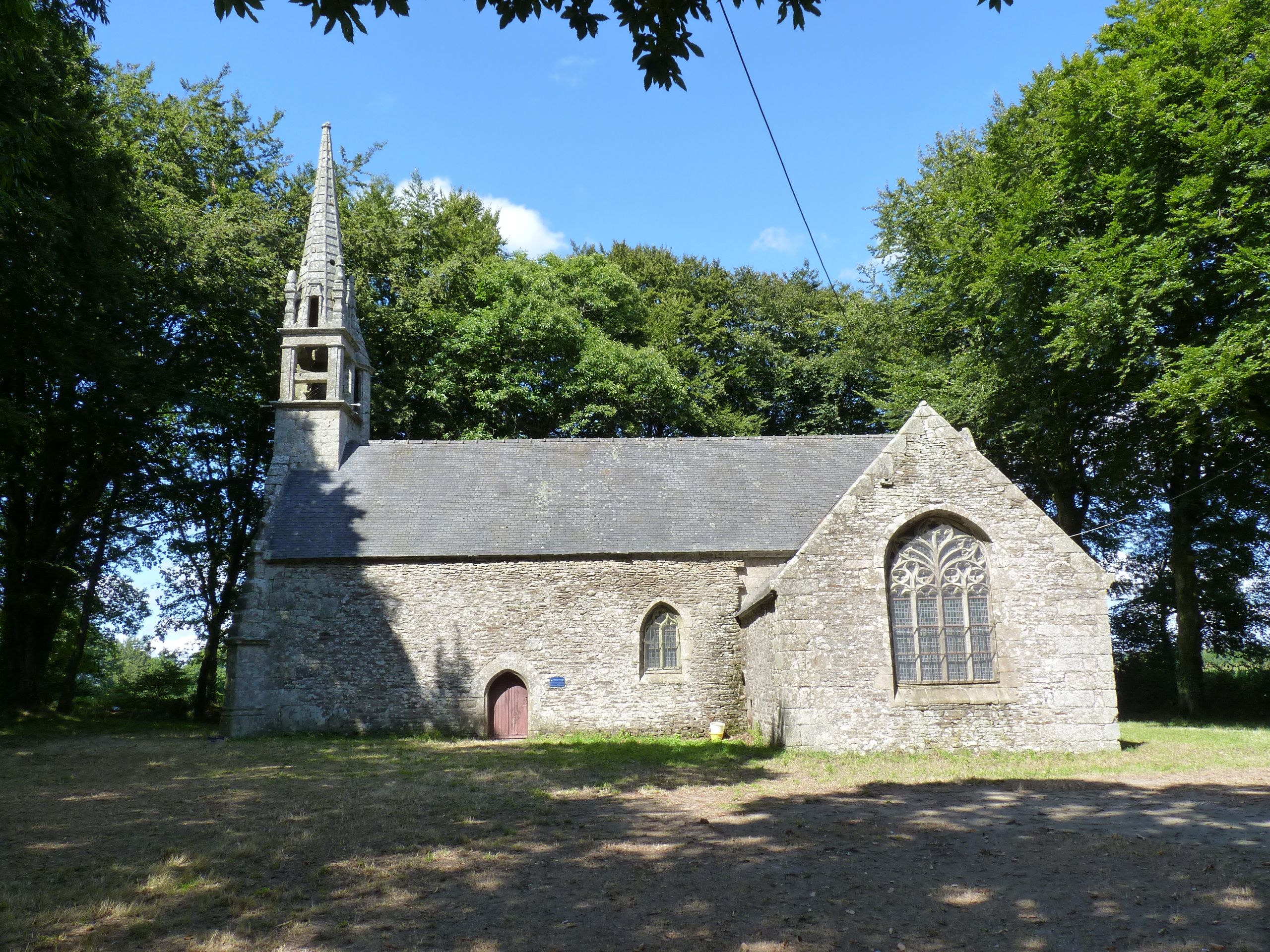
Часовня Сен-Фьякр
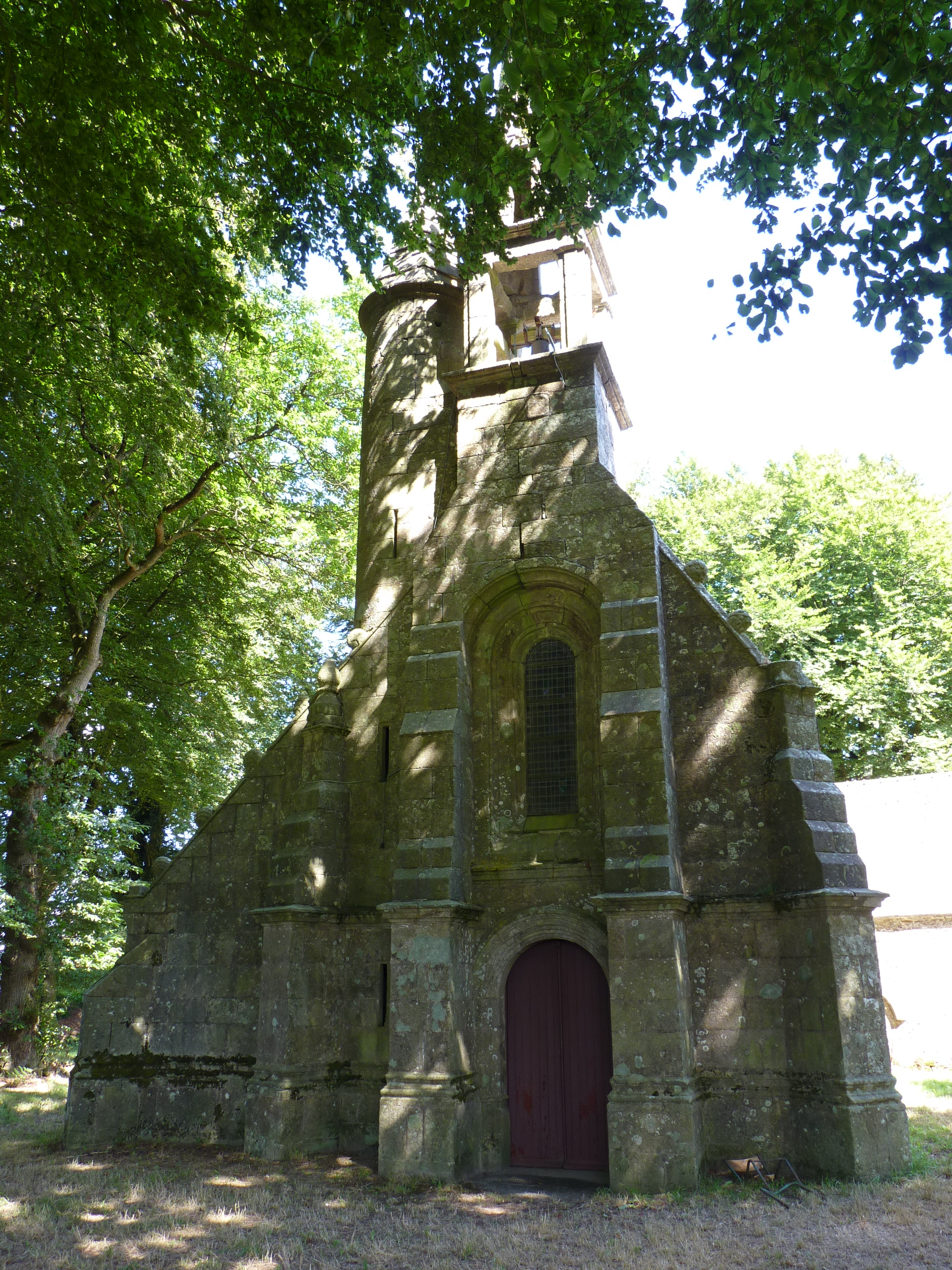
Часовня Сен-Фьякр
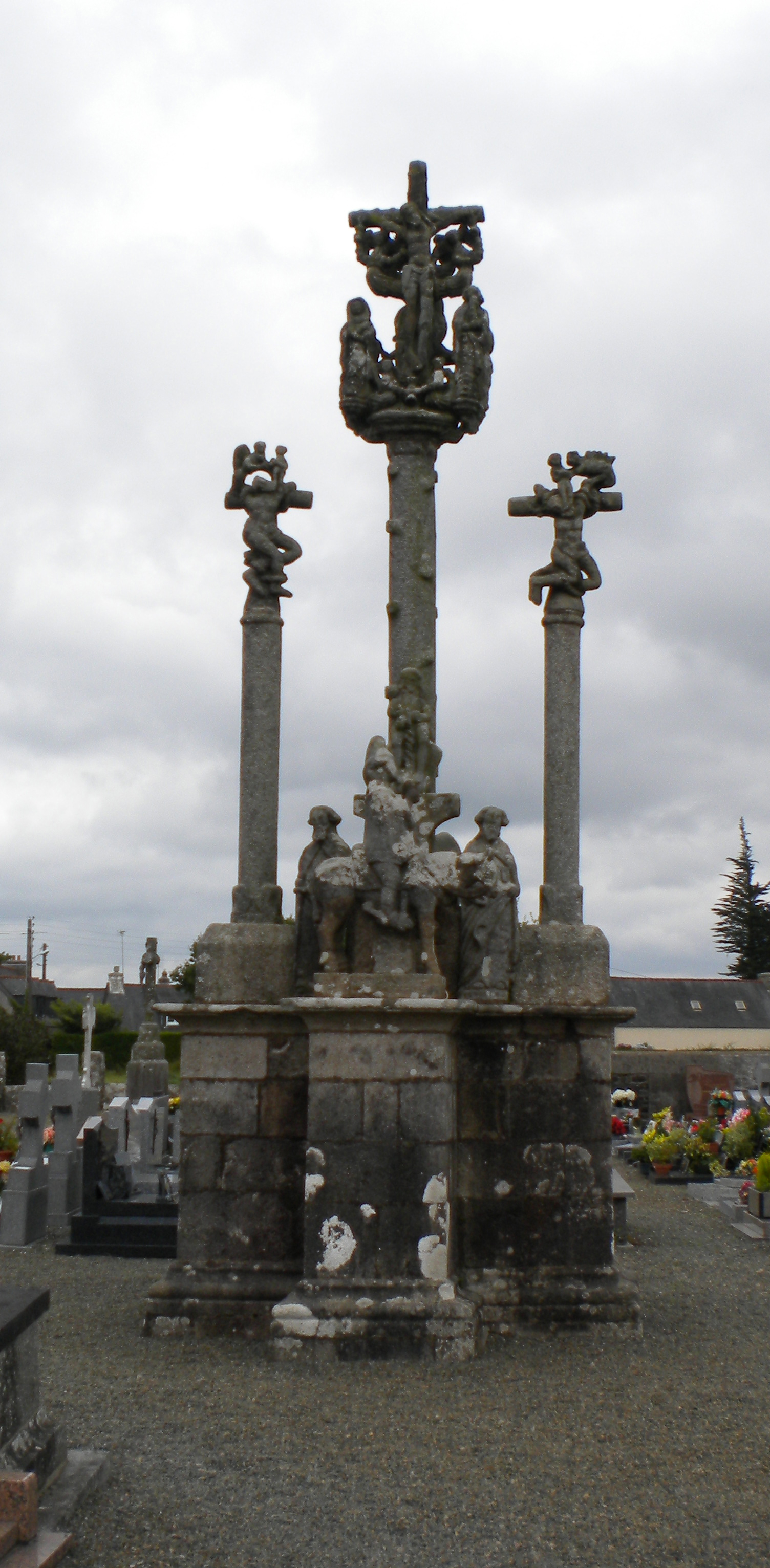
Кладбищенское распятие
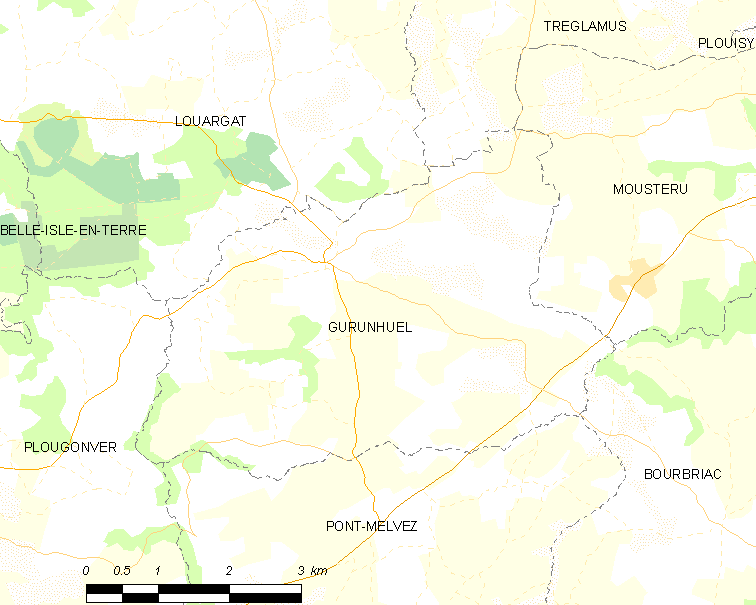
Карта коммуны